# Ölper Mühle

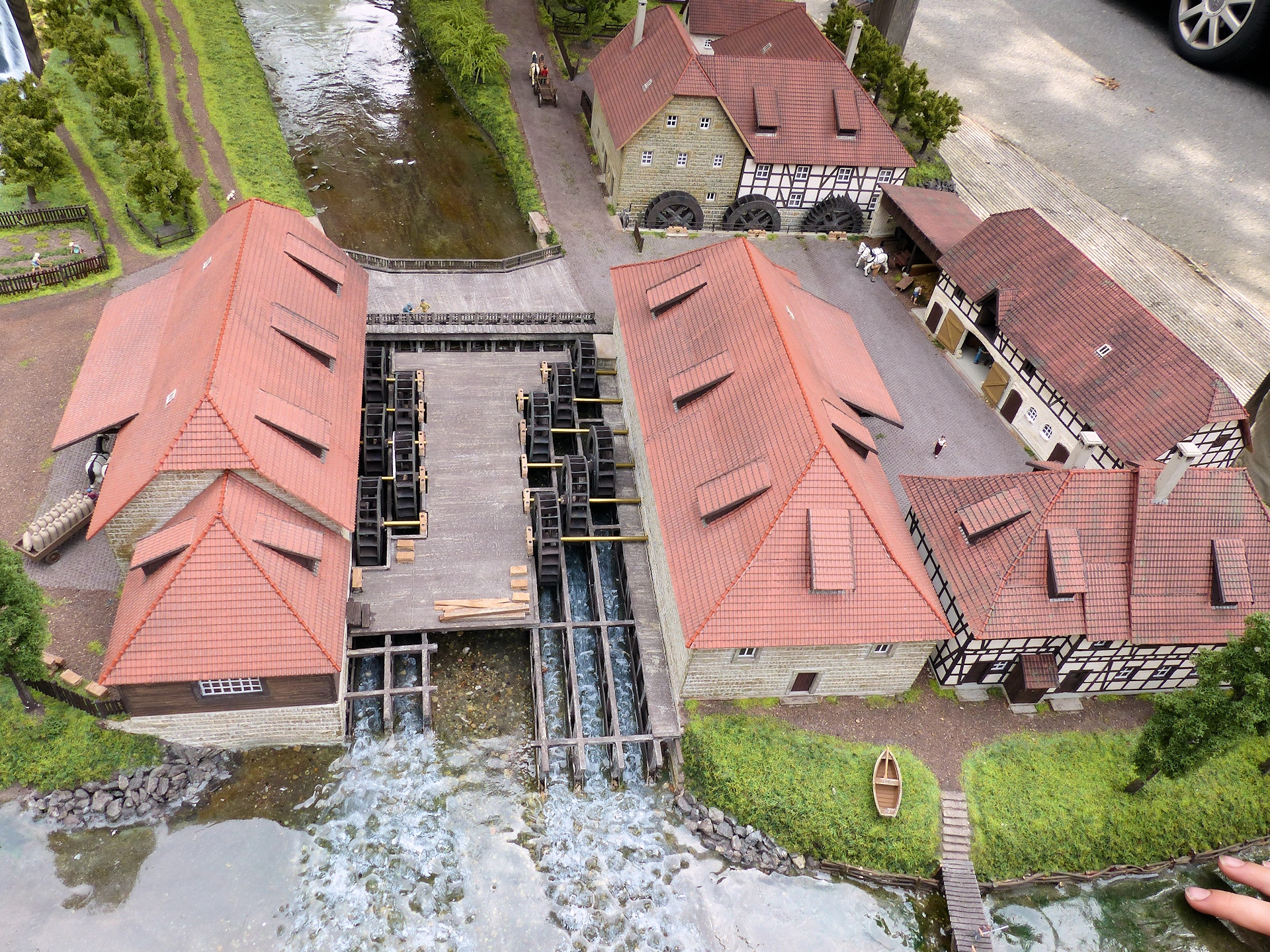
Modell der Ölper Mühle um 1800 von Stefan Holland, Ansicht von der Unterwasserseite.

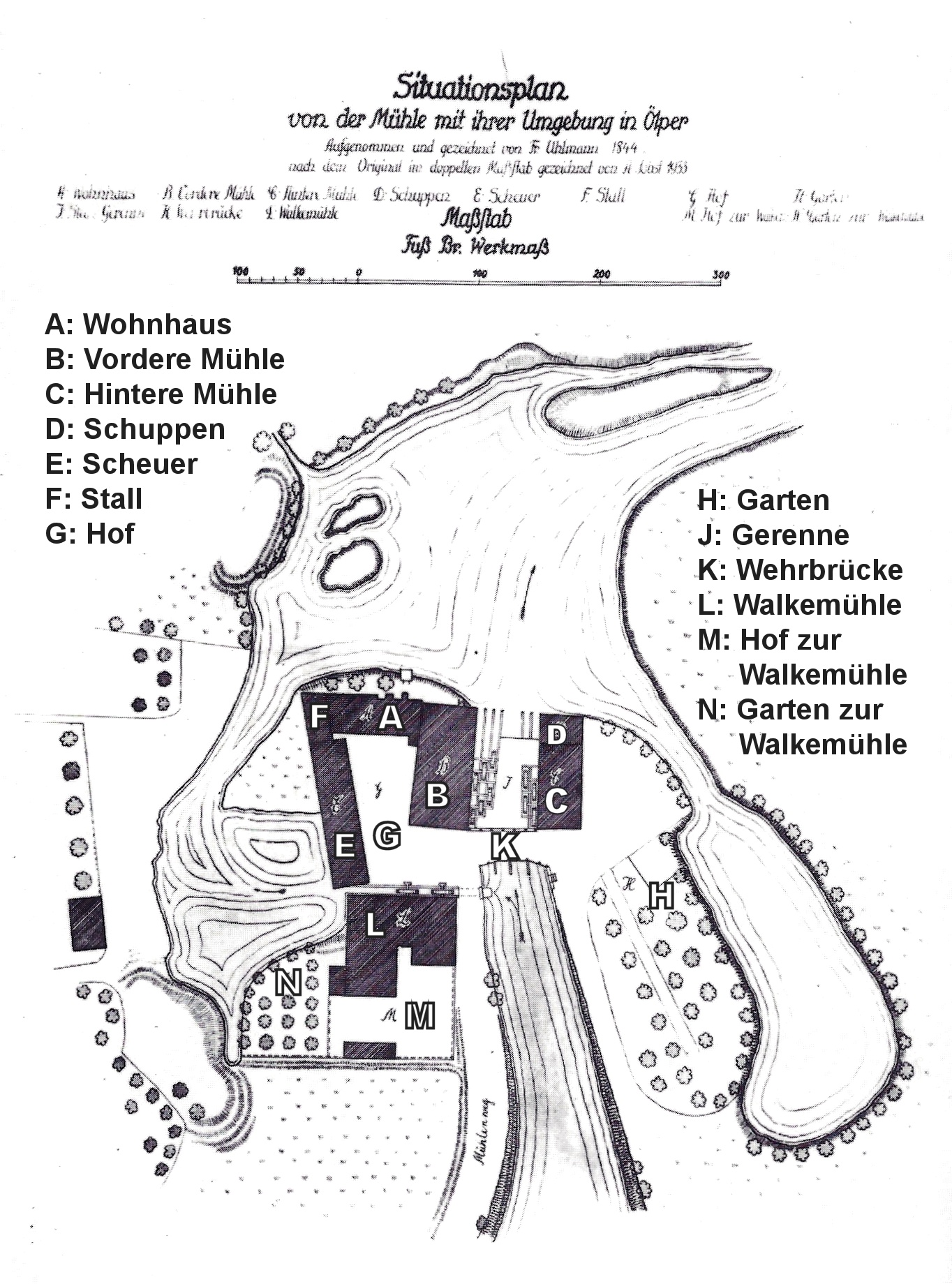
Lageplan der Ölper Mühle von 1844 nach einer Bestandsaufnahme von Fr. Uhlmann. Die Bezeichnungen sind hervorgehoben, das „Gerenne“ zwischen den beiden Mühlengebäuden enthält die insgesamt elf Wasserräder der Getreidemühlen. Das heutige Ölper Wehr liegt etwa bei dem Garten „H“.

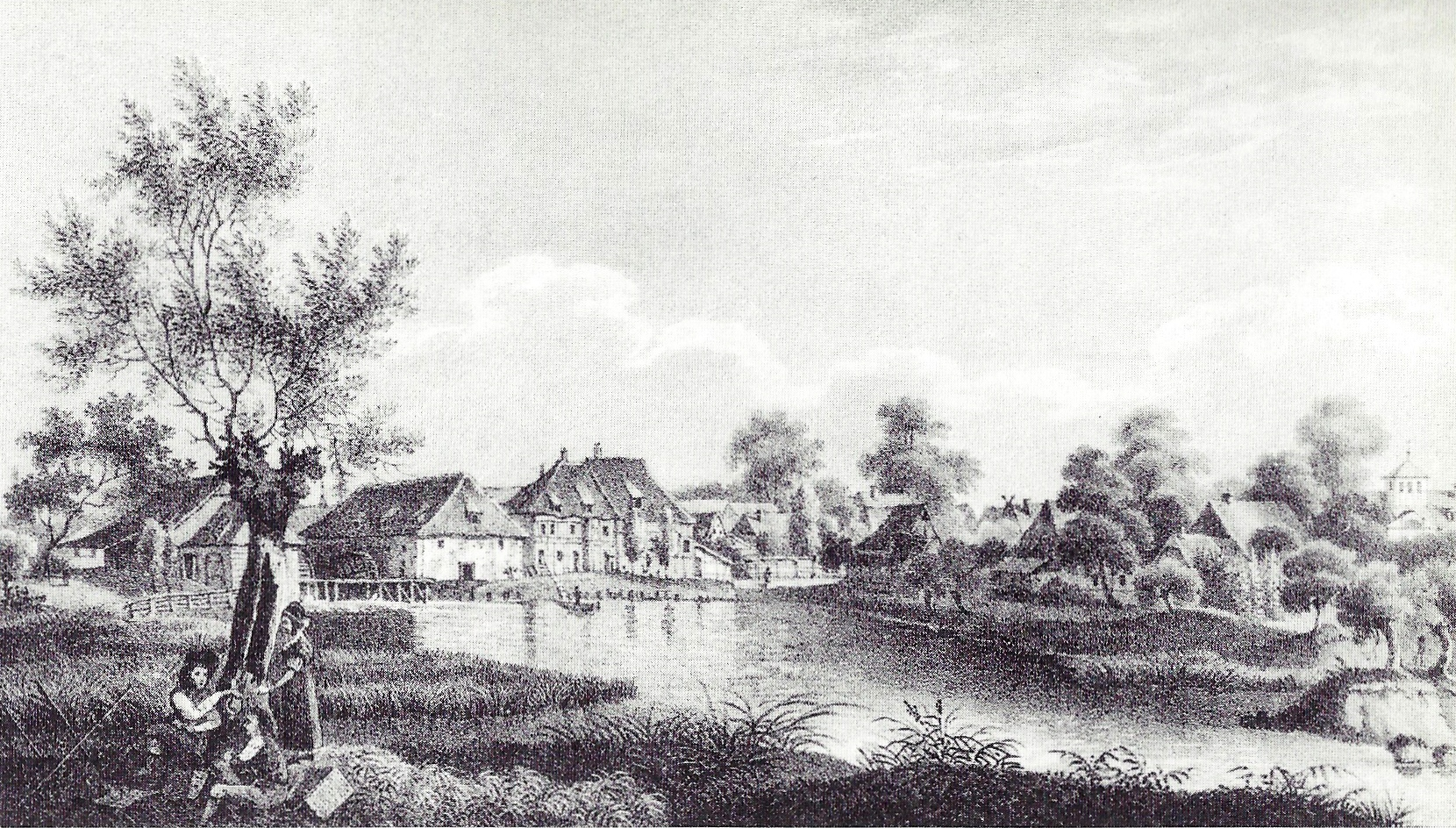
Ansicht der Ölper Mühle von 1830, vermutlich aus Nordosten, nach einer Lithographie von Lütke

Auflistung vermahlenen Bäckerkorns in drei Jahren im Vergleich zwischen der Mühle Ölper, Eisenbüttel und den damals sechs innerstädtischen Mühlen

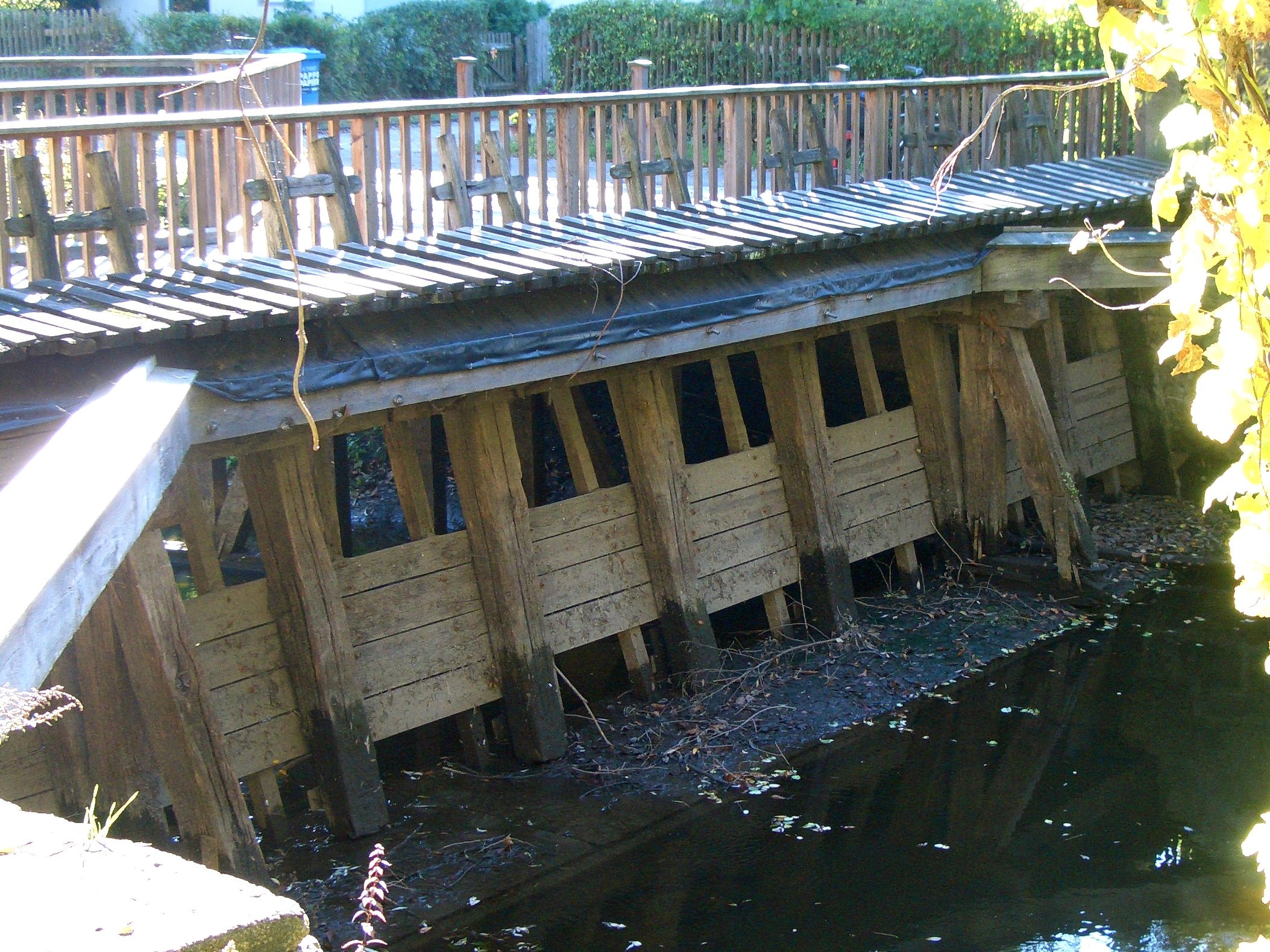
Das historische Ölper Wehr am alten Flussverlauf. Es wurde 2008 saniert.

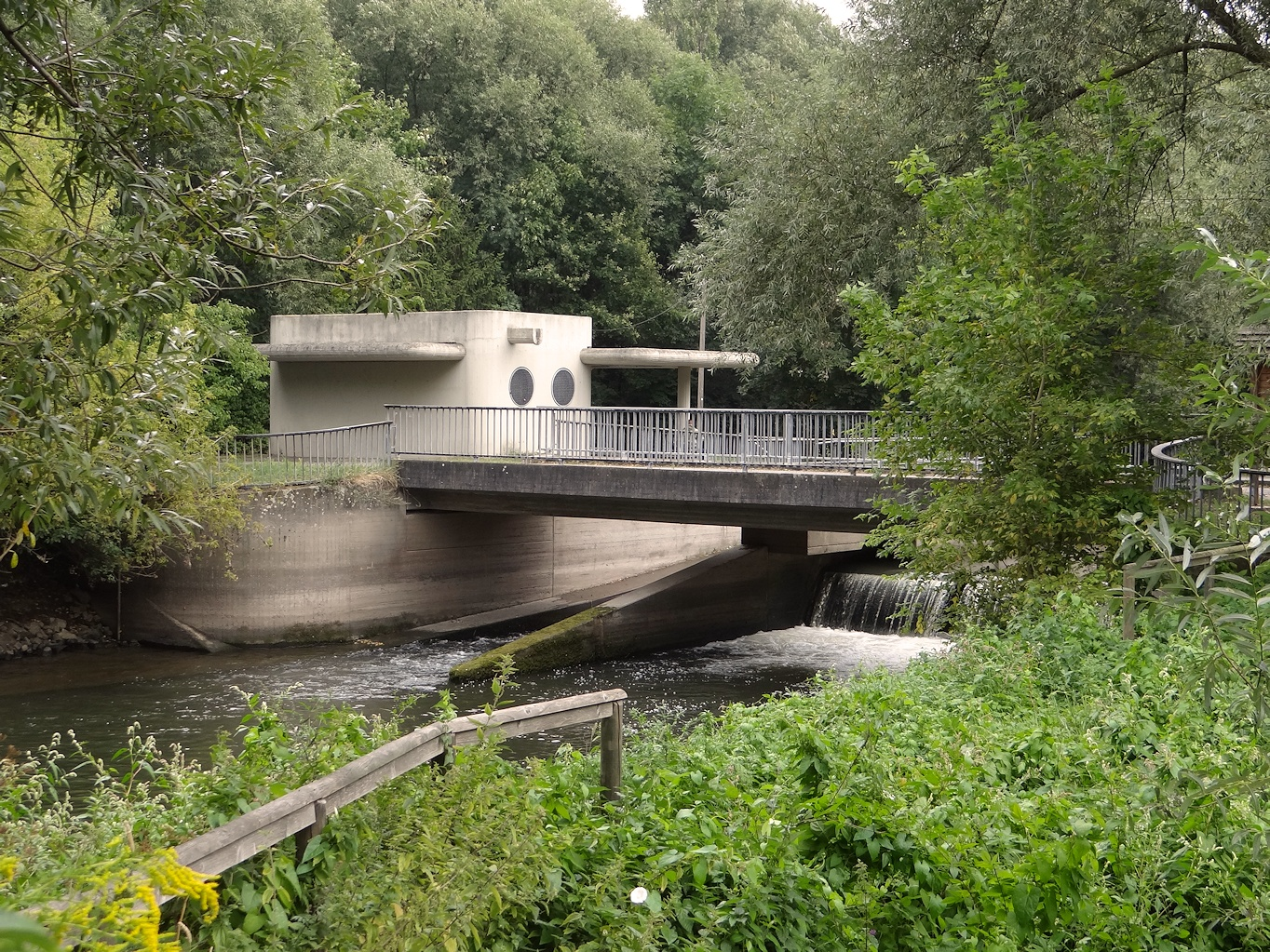
Die Unterwasserseite des heutigen Ölper Wehrs vom Standort des alten Okerverlaufs aus betrachtet

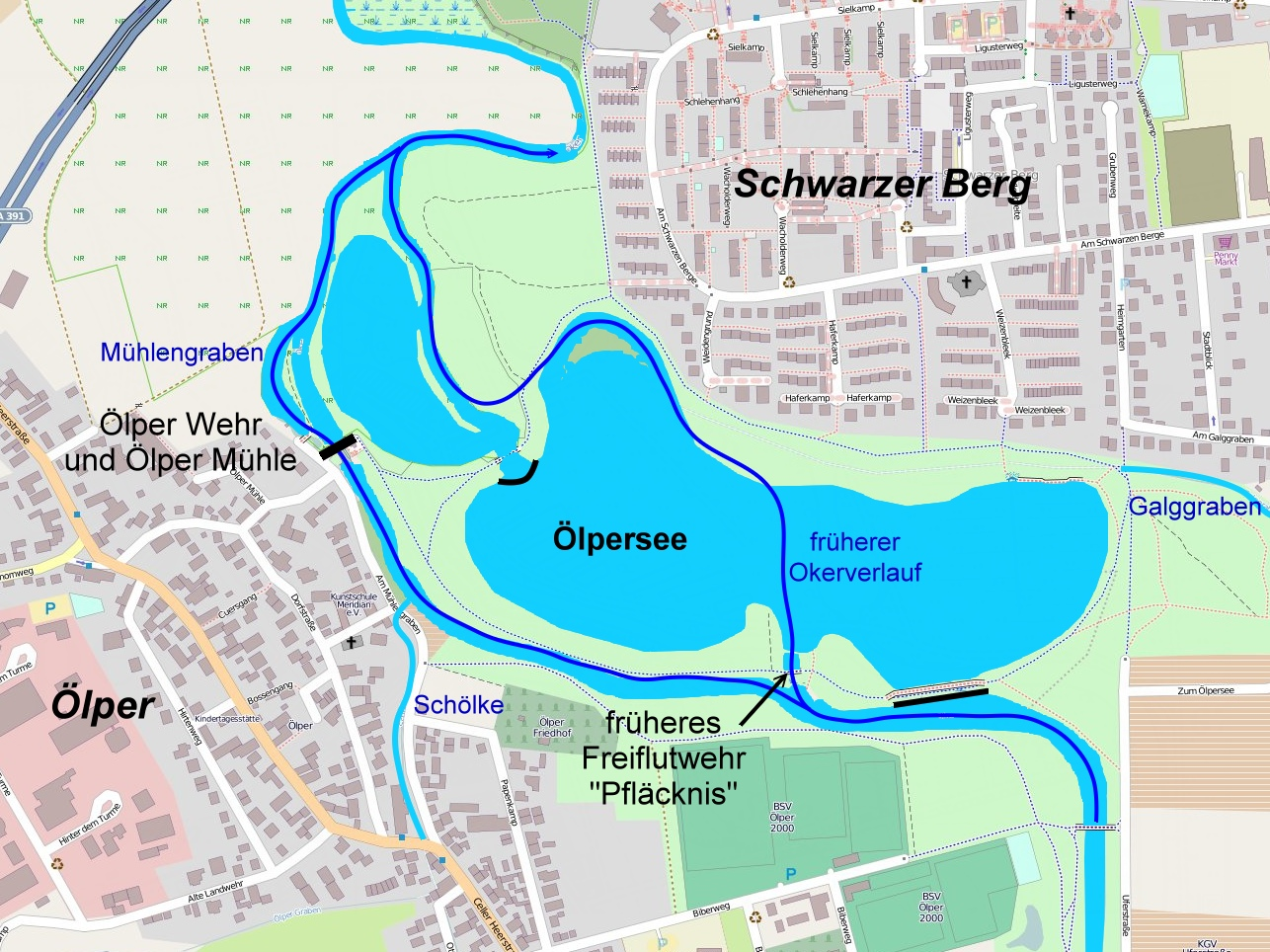
Lageskizze des Ölpersees mit historischem Okerverlauf

Die Ölper Mühle war eine Wassermühle im Braunschweiger Ortsteil Ölper, die über 450 Jahre bis zur Mitte des 19. Jahrhunderts zwei leistungsstarke, mehrgängige Getreidemühlen sowie drei Mühlen für andere Gewerbe umfasste. Danach waren auf dem Gelände eine Ausflugsgaststätte und nach 1945 ein Nachtlokal angesiedelt. Heute weisen außer den Straßennamen Ölpermühle und Am Mühlengraben noch alte Wehranlagen und ein auffälliges Wohngebäude beim Ölper Wehr auf den Mühlenstandort hin. Wehranlagen und Mühlengraben stehen unter Denkmalschutz.

## Lage des Mühlengeländes
Ölper liegt nördlich der Braunschweiger Kernstadt am Westufer der Oker, die in dem sandigen Gelände überschwemmungsreiche Auen ausgebildet hat. Seit den 1970er Jahren erstreckt sich östlich des Ortes der Ölpersee.
Der Mühlenstandort befindet sich am nordöstlichen Rand des Dorfkerns am Ölper Wehr, bei dessen Neuanlage der Flusslauf der Oker rund 20 Meter weiter nach Osten verlegt worden ist. Der alte Verlauf ist beim Ölper Wehr einschließlich der steinernen Uferbefestigungen noch vorhanden und wird von der historischen hölzernen Wehranlage überspannt.
Am West- und Ostufer des früheren Hauptstroms stand je ein Gebäude für die Getreidemühlen und an dem stromaufwärts nach Westen abzweigenden Nebenstrom bis zu drei weitere Mühlen, die im Laufe der Jahrhunderte als Pulver-, Poch-, Schleif-, Loh- und zuletzt als Walkmühle genutzt wurden. Der Abzweig nach Westen ist 1891 vollständig verfüllt worden. Am ursprünglichen Standort der Walkmühle wurde in den 1920er Jahren ein mehrgeschossiges Gebäude errichtet, an dem das Braunschweiger Stadtwappen der Mühle mit der Jahreszahl 1552 eingelassen ist.
Am alten Wehr wurde das Oberwasser für die Mühlen eingestaut, während das Wasseraufkommen mit dem weiter flussaufwärts gelegenen Freiflutwehr „Pfläcknis“ reguliert wurde. Von diesem Freiflutwehr sind heute noch Bestandteile erhalten, die wie das Hauptwehr seit 2003 als Baudenkmal ausgewiesen sind. Das historische Wehr wurde 2008 umfangreich saniert. Auch der Okerbereich zwischen dem Freiflutwehr und dem historischen Ölper Wehr, der als Mühlengraben bezeichnet wird, steht unter Denkmalschutz.
Auf der Oker unterhalb Braunschweigs ist der Betrieb von Lastkähnen überliefert, weshalb an einem der beiden Wehre entweder eine Schleuse oder eine Umladestation vorhanden gewesen sein müsste. Dies ist jedoch nicht ausdrücklich überliefert. Durch den Ort verlief die heute als Celler Heerstraße bezeichnete Handelsverbindung zwischen Braunschweig und Bremen, wodurch das Bauerndorf auch auf dem Landweg sehr gut an die Braunschweiger Stadt angebunden war.

## Städtische Mühlenverwaltung
Die Ölper Mühle kam 1388 in den Besitz der Stadt Braunschweig und wurde urkundlich als mole in elbere erwähnt. Ölper war seit dem 14. Jahrhundert die nordwestliche Grenze der Braunschweiger Landwehr und unterstand wie auch der Mühlenstandort Eisenbüttel der Verwaltung der Braunschweiger Stadträte. Der Abschnitt der Landwehr zwischen dem Raffturm und Ölper gehörte in die Zuständigkeit der Neustadt.
Die Stadträte bestellten für die Mühlenverwaltung einen Mühlenherrn, der die beauftragten Müller und den Betrieb der Mühlen beaufsichtigte. Alle Braunschweiger Mühlen lagen an der Oker, so dass die Einstauhöhen an den Wehren dergestalt zu koordinieren waren, dass möglichst alle Mühlen reibungslos betrieben werden konnten. Am Wehr in Eisenbüttel zeigte eine Markierung an einem im Wasser stehenden Heidtpfahl den Wasserstand an, bis zu dem gemahlen werden durfte. Für die Ölper Mühle ist ebenfalls ein derartiger Pfahl überliefert. Überschwemmungsgefahren wurden flussabwärts gemeldet, wobei die Müller verpflichtet waren, die Freiflut zu öffnen oder die Wehrschütze hochzuziehen.

## Getreidemühlen

### Leistung
In der mittelalterlichen Kernstadt Braunschweigs wurden an der verzweigten Oker acht mehrgängige Mühlen betrieben. Im 18. Jahrhundert waren es noch sechs: Die Südmühle mit sechs, Ägidienmühle mit vier, Damm-Mühle mit fünf, Burgmühle mit vier, Wendenmühle mit fünf und die Neustadtmühle mit sechs Gängen. Innerhalb der Landwehr gab es noch die Mühle in Eisenbüttel mit fünf Mahlgängen.
Die Ölper Mühle diente als Mahl- und Schrotmühle für Bäcker und Brauer. Die Vordere Mühle am Westufer besaß sechs, die Hintere Mühle am Ostufer fünf Mahlgänge. Beide stellten mit ihren insgesamt elf Gängen den leistungsfähigsten Standort unter den städtischen Mühlen dar und wurden 1579 als fürnembste Mühle bezeichnet. Die Mahlleistung allein an städtischem Bäckerkorn betrug zwischen 1754 und 1756 im Schnitt 156 Wispel Weizen und 295 Wispel Roggen.

### Einkünfte des Müllers
Mahlzise
Der Müller erhielt früher als Mahllohn, auch Mahlzise, einen Anteil vom vermahlenen Korn. Der Mahllohn wurde als Mette bezeichnet und anfangs tatsächlich in Form von Mehl an den Müller geliefert. Später erfolgte die Auszahlung durch den Zollschreiber der Stadt am Wollmarkt auf bürokratischem Wege: Ein Bürger der Stadt musste dort ein Metteteken mit dem Stadtwappen kaufen, auf dem die Menge des zu vermahlenden Getreides vermerkt wurde. Außerdem brauchte er vom Packhof einen Passierschein, auf dem ebenfalls die Getreidemenge aufgeführt war. Mit diesem Passierschein durfte er durch das Neustadttor sein Korn ausführen. Den Metteteken gab er dem Müller, der ihn in seine Zisekiste packte und auf dem Passierschein die Menge des vermahlenen Getreides quittierte. Das wiederum berechtigte den Mahlgast zur Einfuhr seines Getreides in die Stadtmauern, wo er den Passierschein dem Torschreiber aushändigte, der diesen an die Zollstube weiterleitete. Der Müller wiederum löste seine Metteteken einmal pro Woche beim Zollschreiber gegen gutes Geld ein.
Mit diesem Prozedere sollte eine akkurate Bezahlung sichergestellt und Geschäfte des Müllers am Rat vorbei vermieden werden.
Bauernkorn
Die Bauern in der Umgebung der Mühle brauchten keine Metteteken, wenn sie ihr Korn mahlen lassen wollten. Aber auch diese Leistungen musste der Müller der Stadt melden und durfte nur zwei Mahlgänge für das Bauernkorn nutzen. Später wurden dem Müller die Rechte, das Bauernkorn ohne weitere Abgaben zu vermahlen, pauschal verpachtet.
Ausschank
Eine weitere zusätzliche Einnahme war der Ausschank von Bier. So sind zwischen Mai 1735 und September 1736 beim Ölper Müller 83 halbe Fass ausgegeben worden. Den Ausschank von Schnaps sollte der Müller 1784 auf ein Glas pro Mahlgast begrenzen.
Landwirtschaft
Für den Müller in Ölper ist im Jahre 1713 vermerkt, dass er zwei Knechte, zwei Lehrjungen, einen Ackerknecht, einen Mittelknecht, drei Mägde und eine kleine Magd beschäftigte. Daneben sind auch Weiderechte für acht Kühe überliefert. In dem Situationsplan von 1844 sind ein Stall und ein Scheuer vorhanden.

### Niedergang der Mühlen
Seit Mitte des 18. Jahrhunderts mehrten sich die Klagen der Müller nicht nur über den schlechten Bauzustand der Mühlen, sondern auch über die zurückgehende Mahlleistung. Im Jahr 1826 ist der fünfte Mahlgang der östlichen Getreidemühle bereits unbrauchbar und die Leistung des sechsten Mahlgangs auf der linken Uferseite war gegenüber den anderen vernachlässigbar.
Der Rückgang der Mahlleistung war vermutlich in der Verschlammung oberhalb des Wehres und der Versandung im Unterlauf begründet. Die Sedimentation oberhalb der Wehre ist auch heute noch ein Problem. Der Unterlauf ab Ölper unterlag damals starken Veränderungen, so dass vermehrte Sandablagerungen denkbar sind.
Tatsächlich sind ab 1815 Überlegungen überliefert, den Unterlauf zu begradigen und für einen schnelleren Abfluss zu sorgen. Dies scheiterte nicht nur an den Kosten, sondern auch an den Einwendungen der Veltenhöfer Bauern, deren reiche Heuernte auf überschwemmte Wiesen angewiesen war und die deren Austrocknen durch schnelleren Abfluss befürchteten.
Im späten 19. Jahrhundert gab es auch im Braunschweiger Raum technische Änderungen, da vermehrt Windmühlen zum Einsatz kamen und an der Neustadtmühle in Braunschweig sowie in Rüningen Dampfmühlen betrieben wurde. Der Betrieb von Wassermühlen wurde dagegen immer unwirtschaftlicher.
Das Mühlengelände wurde 1859 von der Stadt Braunschweig an den Landesherrn veräußert und der Mühlenbetrieb eingestellt.

## Gewerbemühlen
Außer den beiden Getreidemühlen sind weitere Mühlennutzungen am Standort der späteren Walkmühle überliefert:
- 1534 wurde eine Pulvermühle von Hans Trümper betrieben.
- 1562 wird eine weitere Pulvermühle eingerichtet.
- 1592 wird eine Sägemühle erwähnt, die 1598 im Krieg zerstört und im 17. Jahrhundert wieder aufgebaut wird,
- später wird eine Kupfer- und Schleifmühle eingerichtet.
- 1612 wird zum ersten Mal eine Papiermühle betrieben, in der aus Lumpen Papier hergestellt wird, mit dem der Rat der Stadt Braunschweig beliefert wird.
- 1616 wird die erste Mühle für Gerber, eine sogenannte Borken- oder Lohmühle erwähnt. Diese gewinnt aus der Eichen-Baumrinde die für die Ledergerbung notwendige Lohe.
- Im 17. Jahrhundert entsteht die erste Walkmühle zum Verfilzen von Wolle.
- 1745 sind am Nebengraben drei Mühlen in Betrieb: eine für die Lakenmacher, eine für die Gerber und eine Bokemühle für die Seiler zum Zerstoßen der Hanffasern. Die Lohmühle für die Gerber kann nur bei vollem Wasserstand betrieben werden.
- 1808 werden die drei Mühlen von Kaufleuten der Tuchmacherbranche übernommen, die dort eine Fabrik einrichteten.
- 1815 wird die dritte Mühle, die Bokemühle, von den Seilern aufgegeben.
- 1829 pachtet der Tuchfabrikant Haßlicht die Industriemühlen für 30 Jahre und sichert der Stadt die Einrichtung von zahlreichen Arbeitsplätzen zu. 1830 reißt er zwei von den drei Mühlen ab und baut eine große zweigeschossige Tuchfabrik.
- 1859 endet der Pachtvertrag. Die Mühlenkonditionen haben sich durch den nachlassenden Wasserdurchfluss verschlechtert. Der Mühlenstandort wird von der Stadt vollständig aufgegeben und an den Landesherrn veräußert. Hier endet die Industriegeschichte dieses Standorts.

## Ausflugsgaststätte
Im Jahre 1868 wurden vom Land die mittlerweile baufälligen Mühlen versteigert. Ostern 1870 wurde eine Gaststätte unter dem Namen „Friedrich Wilhelms Garten“ eröffnet, die mit Ballsaal und Kegelbahn ausgestattet war. 1873 übernahm Ferdinand Gerike aus Lehndorf die Gaststätte und kündigte an, dass in dem nun „Gerikes Garten“ genannten Etablissement nach altem Brauch heißes Wasser angeboten werde.
Zunächst wurde nur die ehemalige Walkmühle für gastronomische Zwecke genutzt, später wurde auch auf dem Gelände der Getreidemühlen eine Gaststätte „Zum Okertal“ eingerichtet, für die wechselnde Besitzer überliefert sind. Mittlerweile hatte Christian Bosse aus Melverode das Gelände der Walkmühle und 1902 auch das der ehemaligen Getreidemühlen übernommen. Er ließ 1891 den Mühlgraben links der Oker mit Aushub vom Neubau des Klinikums an der Celler Straße auffüllen.
Es ist überliefert, dass in dem Restaurant Fisch aus Okerbeständen und Aal angeboten wurde. Außer den Booten, die aus dem Innenstadtbereich zur Ölper Mühle verkehrten, fuhr Anfang des 20. Jahrhunderts „die Elektrische“ mit der Linie 5 nach Ölper.
Am zweiten Weihnachtstag 1916 zerstörte ein Feuer die Gaststätte, wobei auch eine Tote zu beklagen war.

## Spätere Nutzung
Das Gelände wechselte den Besitzer an Friedrich Eppers, der auf dem Gelände der Walkmühle das heute noch bestehende Gebäude errichten ließ. Am 1. April 1936 wurde das Lokal „Ölper Mühle“ eingeweiht, das nach dem Zweiten Weltkrieg als Nachtlokal unter dem Namen „Hamburg Ahoi“ genutzt wurde. Seit den 1970er Jahren ist es ein reines Wohngebäude.